# Джина Бахауер
Джина Бахауер (грец. Τζίνα Μπαχάουερ; 21 травня 1913, Афіни — 22 серпня 1976, там само) — грецька піаністка.

## З життєпису
Її батько походив з родини з австрійськими коренями, в 1877 році оселилася в Греції, мати була родом з Трієста. Бахауер вчилася в Афінській консерваторії у Вольдемара Фрімана (1921—1929), удосконалювалася в 1929—1933 рр. у Парижі у Альфреда Корто. Фріман познайомив її з Рахманіновим, у якого вона також деякий час брала уроки.
1929 року Бахауер дебютувала з концертами в Парижі, 1932 року — в Лондоні, а ще через рік стала лавреатом міжнародного конкурсу піаністів у Відні. У передвоєнні роки піаністка виступала з оркестрами під керуванням П'єра Монте і Дімітріса Мітропулоса, з 1936 року жила в Олександрії. Під час війни дала понад 600 концертів для солдатів і офіцерів союзницьких армій, що воювали в Північній Африці. Давала уроки гри на фортеп'яно принцесі Ірені, доньці короля Греції Павла I.
1946 року відбувся перший виступ Бахауер з оркестром в Англії (Концерт Гріга з Новим Лондонським оркестром під керуванням її чоловіка, диригента Алека Шермана). З 1950 року жила і виступала в США, регулярно відвідуючи Грецію.
Померла від серцевого нападу в Афінах під час фестивалю в день свого виступу з Національним симфонічним оркестром США.
Репертуар Бахауер був великим: від Баха до Стравінського, проте найбільшу популярність здобуло виконання їй музики XIX і початку XX століть — концертів Бетовена, Брамса, Шопена, Гріга, творів Дебюссі і Равеля.

## Пам'ять
- З 1976 року в Солт-Лейк-Сіті щорічно проводиться міжнародний конкурс молодих піаністів імені Джини Бахауер.
- 1981 року Пошта Греції випустила в її честь марку[5].
- Афінський будинок піаністки зберігається донині, шанувальники відвідують його і годують бездомних кішок, як робила і сама Джина.